# Arthropodium bifurcatum
Arthropodium bifurcatum là một loài thực vật có hoa trong họ Măng tây. Loài này được Heenan, A.D.Mitch. & de Lange mô tả khoa học đầu tiên năm 2004.